# 卡萊梅格丹公園

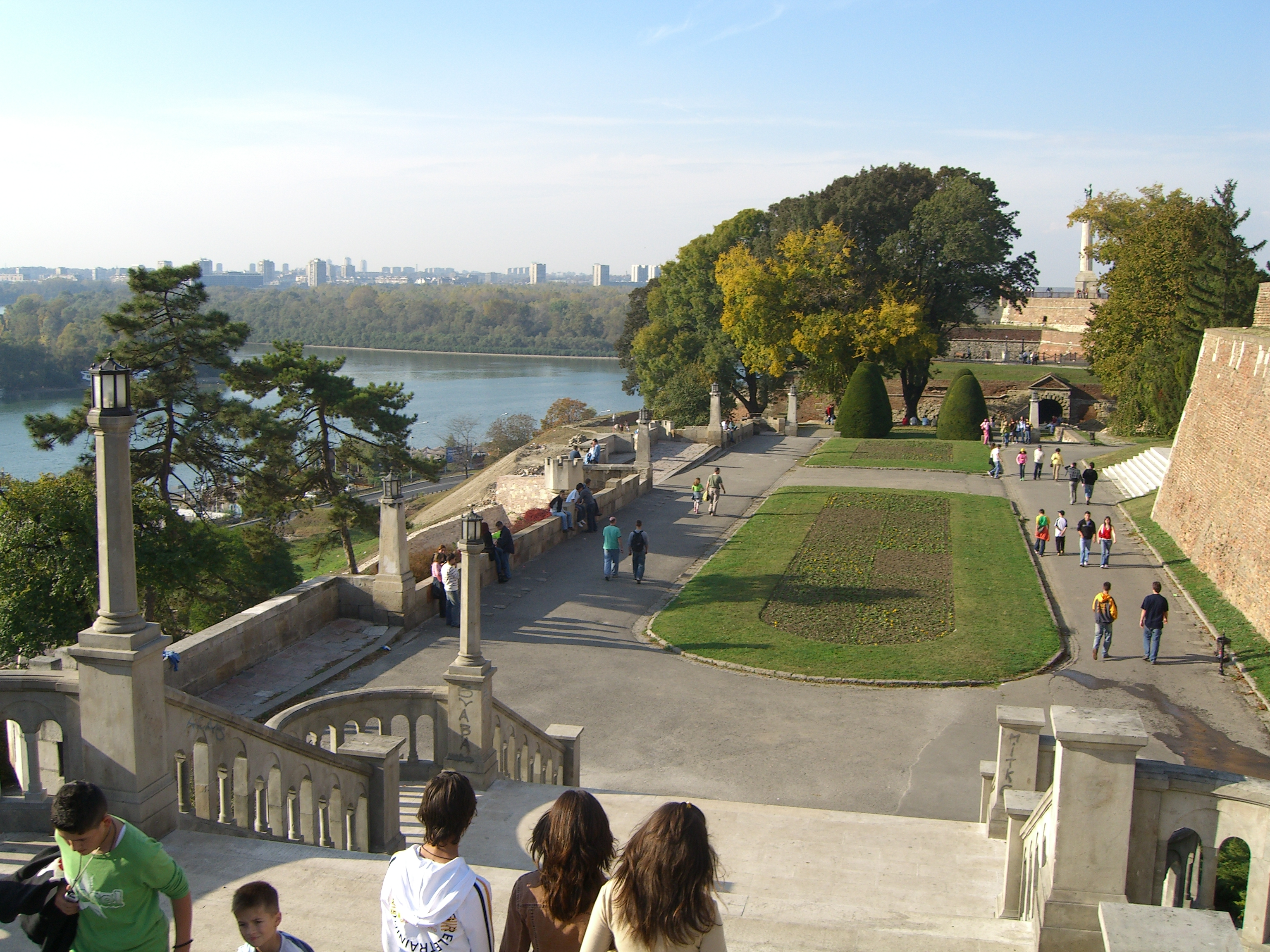
卡莱梅格丹公园

卡萊梅格丹公園（Kalemegdan Park）是塞爾維亞首都貝爾格勒的一座公園，也是貝爾格勒面積最大的公園和最重要的歷史古蹟之一。卡萊梅格丹公園位於多瑙河和薩瓦河交匯處。